# Blånackad tukanett
Blånackad tukanett (Aulacorhynchus derbianus) är en fågel i familjen tukaner inom ordningen hackspettartade fåglar.

## Utbredning och systematik
Den förekommer förekommer utmed Andernas östsluttning från södra Colombia till Bolivia. Tidigare betraktades tepuítukanett (A. whitelianus) och derbytukanett som samma art. 

## Status och hot
Arten har ett stort utbredningsområde, men tros minska i antal, dock inte tillräckligt kraftigt för att den ska betraktas som hotad. Internationella naturvårdsunionen IUCN listar arten som livskraftig (LC).

## Namn
Fågelns svenska och vetenskapliga artnamn hedrar den engelske zoologen Edward Smith Stanley, 13:e earl av Derby (1775-1851). Fram tills nyligen kallades den även derbytukanett på svenska, men justerades 2022 till ett enklare och mer informativt namn av BirdLife Sveriges taxonomikommitté.